# لاکهید پی‌وی-۲ هارپون شماره ۳۷۳۹۶

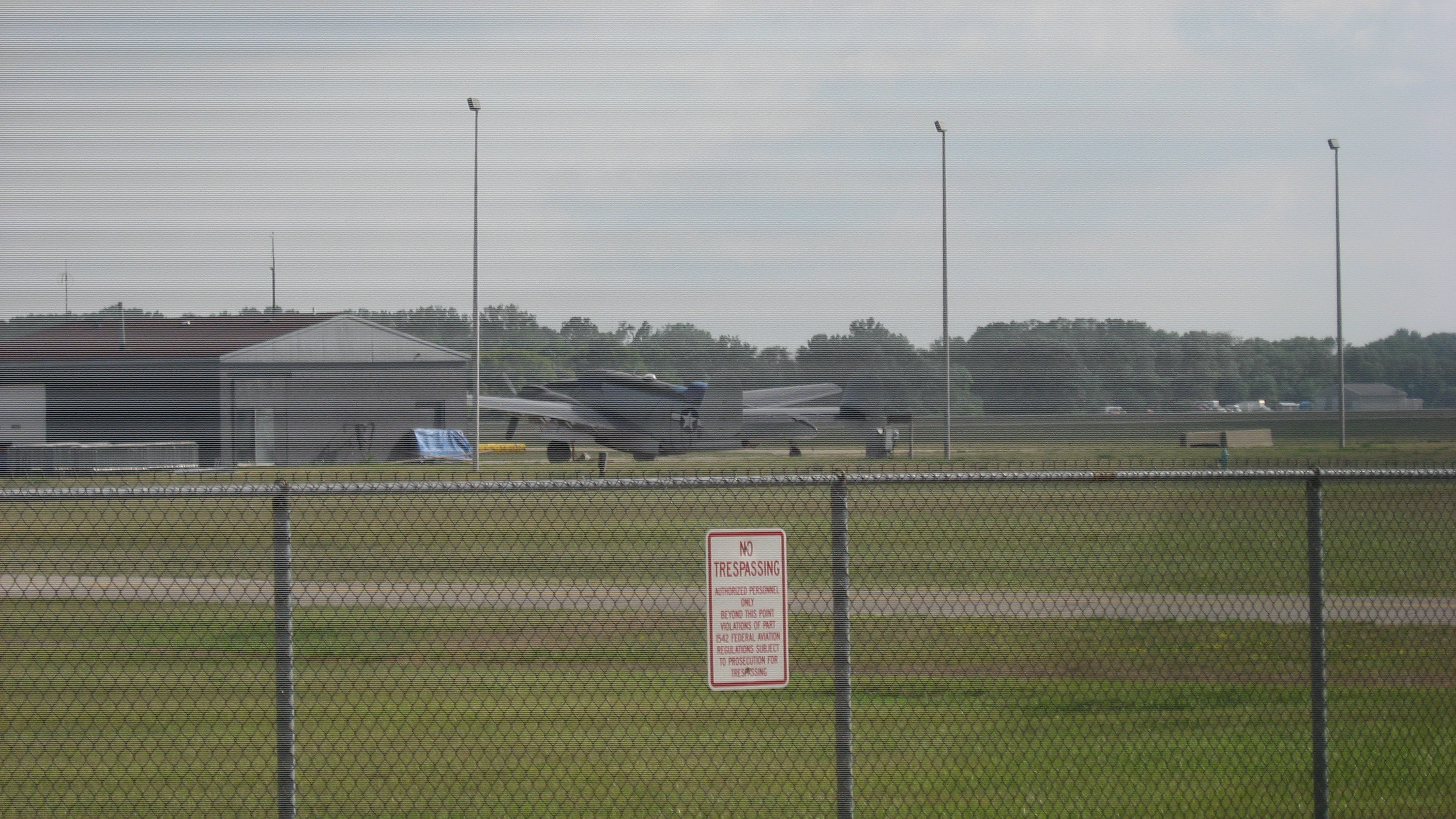
لاکهید پی‌وی-۲ هارپون شماره ۳۷۳۹۶

لاکهید پی‌وی-۲ هارپون شماره ۳۷۳۹۶ (به انگلیسی: Lockheed PV-2 Harpoon No. 37396) یک هواگرد ساختِ کارخانهٔ لاکهید کورپوریشن در کشور ایالات متحده آمریکا است .